# Xã Whitewater, Quận Franklin, Indiana
Xã Whitewater (tiếng Anh: Whitewater Township) là một xã thuộc quận Franklin, tiểu bang Indiana, Hoa Kỳ. Năm 2010, dân số của xã này là 2.684 người.